# Presidenza di Herbert Hoover
La Presidenza di Herbert Hoover ebbe inizio il 4 marzo 1929 con la cerimonia di giuramento e relativo insediamento del presidente degli Stati Uniti d'America, per terminare il 4 marzo del 1933. Assunse il potere a seguito delle elezioni presidenziali negli Stati Uniti d'America del 1928, che il 4 marzo del 1929 divenne il 31º Presidente degli Stati Uniti d'America.

## Gabinetto degli Stati Uniti d'America
| Dipartimento | Incarico                       | Ritratto               | Nome                      | Mandato      | Mandato          |
| Dipartimento | Incarico                       | Ritratto               | Nome                      | Inizio       | Fine             |
| ------------ | ------------------------------ | ---------------------- | ------------------------- | ------------ | ---------------- |
|              | Presidente                     |                        | Herbert Clark Hoover      | 1929         | 1933             |
|              | Vicepresidente                 |                        | Charles Curtis            | 1929         | 1933             |
|              | Segretario di Stato            |                        | Frank Kellogg             | 4 marzo 1929 | 28 marzo 1929    |
|              | Segretario di Stato            | Henry Lewis Stimson    | 1929                      | 1933         |                  |
|              | Segretario al Tesoro           |                        | Andrew Mellon             | 1929         | 1932             |
|              | Segretario al Tesoro           | Ogden Livingston Mills | 1932                      | 1933         |                  |
|              | Segretario della guerra        |                        | James William Good        | 6 marzo 1929 | 18 novembre 1929 |
|              | Segretario della guerra        | Patrick Jay Hurley     | 1929                      | 1933         |                  |
|              | Procuratore generale           |                        | William DeWitt Mitchell   | 1929         | 1933             |
|              | Direttore generale delle poste |                        | Walter Folger Brown       | 1929         | 1933             |
|              | Segretario alla marina         |                        | Charles Francis Adams III | 1929         | 1933             |
|              | Segretario degli interni       |                        | Ray Lyman Wilbur          | 1929         | 1933             |
|              | Segretario dell'agricoltura    |                        | Arthur Mastick Hyde       | 1929         | 1933             |
|              | Segretario al commercio        |                        | Robert Patterson Lamont   | 1929         | 1932             |
|              | Segretario al commercio        | Roy Dikeman Chapin     | 1932                      | 1933         |                  |
|              | Segretario del lavoro          |                        | James John Davis          | 1929         | 1930             |
|              | Segretario del lavoro          | William Nuckles Doak   | 1930                      | 1933         |                  |